# Beach Point
Der Beach Point (englisch für Strandspitze) bildet die nordöstliche Spitze von Thule Island im Archipel der Südlichen Sandwichinseln. Sie ist gekennzeichnet durch einen blanken Gebirgsrücken und einen schmalen Strandsaum aus Felsbrocken und Kieseln.
Wissenschaftler der britischen Discovery Investigations landeten hier 1930 an, nahmen eine Kartierung und die deskriptive Benennung vor.